# Cranborne Chase
Cranborne Chase är en skog i Storbritannien.   Den ligger i riksdelen England, i den södra delen av landet, 150 km väster om huvudstaden London.

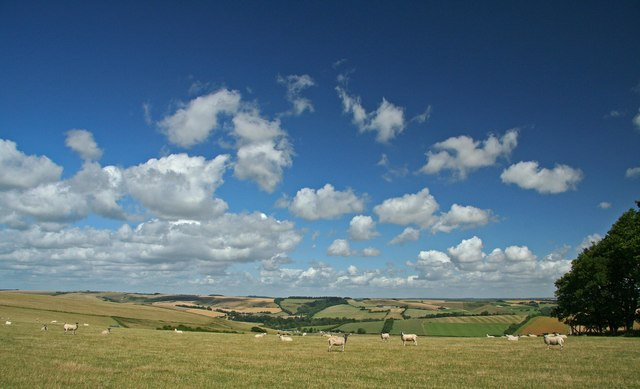
Landskap i Cranborne Chase.